# 吉沢伝三郎
吉沢 伝三郎（吉澤 傳三郎、よしざわ でんざぶろう、1924年2月8日 - 2003年4月15日）は、日本の哲学・倫理学研究家。ニーチェを主とした近代ドイツ哲学研究で知られる。東京都立大学名誉教授。

## 経歴
1924年（大正13年）、大阪府に生まれる。1941年（昭和16年）に大阪府立高津中学校を卒業後、旧制一高に進学。1949年（昭和24年）に東京帝国大学文学部倫理学科を卒業。和辻哲郎から教えを受けた最晩年の弟子の一人であり、和辻にその人柄と秀逸な研究をこよなく愛された愛弟子だった。
卒業後は東京都立大学教授となる。1987年に定年退官。2003年に死去。急死した最愛の長男の墓に永眠している。

## 研究内容・業績
専門は近代ドイツ哲学。ニーチェ全集、シェーラー全集の編纂者であった。また「実存主義思想」の研究者としても著名で、サルトルとも親交があった。

## 家族・親族
- 娘：吉澤夏子は社会学者。

## 著書
- 『行動の倫理』（芦書房） 1958
- 『現代生活と倫理』（理想社、現代倫理学叢書） 1964
- 『近代倫理学の成立と現代の倫理』（理想社） 1964
- 『パスカルとニーチェ 『愛と実存』の論理』（勁草書房） 1964
- 『ツァラトゥストラ入門』（塙新書） 1967
- 『ニーチェと実存主義』（理想社） 1969
- 『生活世界の現象学 フッサールの危機書の研究』（サイエンス社、ライブラリー現代の哲学） 1981
- 『和辻哲郎の面目』（筑摩書房） 1994、のち平凡社ライブラリー 2006

### 共編著
- 『一般倫理学』（理想社） 1961
- 『実存主義講座』1 - 8 （飯島宗享共編、理想社） 1968 - 1974
- 『哲学概論』（飯島宗享, 泉治典共編、以文社） 1971
- 『性教育をめぐる問題事例 こんなときどうするか』（沢田慶輔, 小此木啓吾共編、学陽書房） 1973
- 『行為論の展開』（編著、南窓社） 1993

## 翻訳
- 『ニーチェの哲学』（オイゲン・フィンク、理想社、ニーチェ全集別巻） 1963
- 『人倫の形而上学』（尾田幸雄共訳、理想社、カント全集11） 1969
- 『ツァラトゥストラ』（理想社、ニーチェ全集9） 1969 
  - 『このようにツァラトゥストラは語った』全2巻（講談社文庫） 1971
  - 改訳版 『ツァラトストラ』（ちくま学芸文庫、ニーチェ全集9・10） 1993
- 『虚無との出会い 実存哲学についての一試論』（ヘルムート・クーン、以文社） 1971
- 『倫理学における形式主義と実質的価値倫理学』（岡田紀子共訳、白水社、シェーラー著作集1・2） 1976
- 『生成の無垢』第1巻（ニーチェ、原佑共訳、以文社） 1979
  - 改訳版（ちくま学芸文庫、ニーチェ全集 別巻3・4） 1994
- 『道徳の基礎的諸概念』（ローベルト・シュペーマン、以文社） 1988